# Mitumbabjergene
Mitumbabjergene strækker sig langs Albertine Rift Valley, i det østlige Congo (DRC), vest for Tanganyika- og Kivu-søerne. De to hovedtoppe, Mount Kahuzi (3.308 moh.) og Mount Biéga (2.790 moh.) er sovende vulkaner. Den nordlige del af området er også kendt som Itombwe-bjergene eller Itombwe-plateauet.

## Økologi
Det meste af bjergkæden ligger i Albertine Rift bjergskovenes økoregion. I lavere områder overgår bjergskovene til lavlandsregnskove i den nordlige ende af området, til skovsavannemosaik i den centrale del af og miombo-skovområder mod syd.
Træarterne Gambeya gorungosana og Syzygium guineense er karakteristiske i de primære eller modne bjergskove. Macaranga kilimandscharica, Neoboutonia macrocalyx og Xymalos monospora er træer, der er typiske for sekundære skove, som gror op igen i områder, der har været ryddet af vind, brand eller menneskelig aktiviteter.

## Beskyttede områder
Kahuzi-Biéga nationalpark dækker en del af bjergene, inklusive bjergene Kahuzi og Biéga.